# نینو بوله
نینو بوله (کرواتی: Nino Bule؛ زادهٔ ۱۹ مارس ۱۹۷۶) بازیکن سابق و مربی فوتبال اهل کرواسی است.
از باشگاه‌هایی که در آن بازی کرده‌است می‌توان به باشگاه فوتبال زاگرب، باشگاه فوتبال لوکوموتیو زاگرب، باشگاه فوتبال آدمیرا واکر مودلینگ، باشگاه فوتبال رییکا، باشگاه فوتبال ردبول زالتسبورگ، باشگاه فوتبال گامبا اوساکا و باشگاه فوتبال هایدوک اسپلیت اشاره کرد.